# 今山駅
今山駅（いまやまえき）は、大分県日田市大字夜明にある、JR九州バスが運行を行っている日田彦山線BRT（BRTひこぼしライン）のバス停留所である。九州旅客鉄道（JR九州）日田彦山線の鉄道駅でもあるが、2017年（平成29年）に発生した九州北部豪雨の影響により、鉄道駅は休止中の扱いである。

## 歴史
- 1937年（昭和12年）8月22日：彦山線夜明駅 - 宝珠山駅間の開通に伴い、開業[4]。
- 1962年（昭和37年）10月1日：貨物取扱廃止[5]。
- 1971年（昭和46年）2月20日：荷物扱い廃止[6]。無人駅となる[7]。
- 1987年（昭和62年）4月1日：国鉄分割民営化に伴い、九州旅客鉄道（JR九州）の駅となる[8]。
- 2017年（平成29年）7月5日：平成29年7月九州北部豪雨の影響により鉄道路線ごと休止、代行バスは駅から350メートル離れた国道211号沿いの釘原停留所から発着した[9]。
- 2023年（令和5年）8月28日：添田駅 - 久大本線の日田駅間で日田彦山線BRT（BRTひこぼしライン）の運行を開始。元の鉄道駅南端付近に乗降場が設けられた。
- 2025年（令和7年）3月24日：当駅と国道211号を結ぶ市道の改修工事に伴い、5月30日までBRT全便が当駅を通過[10]。

## 駅構造
鉄道駅南端付近に設けられたロータリーにBRTの待合ブースが設置され、日田方面、添田方面とも同一箇所での乗降となる。ブースには付近を流れる大肥川、西側に見える三日月山が描かれている。
当駅前後は一般道走行区間であり、BRTは大肥川の西岸の国道211号を走行するが、当駅では国道を外れ、大肥川を渡って乗り入れる経路となっている。
鉄道休止前は、単式ホーム1面1線を有する地上駅であり、かつては島式ホーム1面2線であった。ホーム上に待合所があるのみの無人駅であった。

## 利用状況
1965年（昭和40年）度には乗車人員が66,815人（定期外:18,136人、定期:48,679人）、降車人員が65,501人で、手荷物（発送:82個、到着:46個）や小荷物（発送:429個、到着:86個）も取り扱っていた。
2013年（平成25年）度の乗車人員は4,823人（定期外:2,599人、定期:2,224人）、降車人員は4,376人である。
※1日平均乗車人員の数値は各年度版「大分県統計年鑑」による年間乗車人員の値を各年度の日数で割った値。
| 年度               | 年間 乗車人員 | 定期外 乗車人員 | 定期 乗車人員 | 一日平均 乗車人員* | 年間 降車人員 | 出典              |
| ------------------ | ------------- | --------------- | ------------- | ------------------ | ------------- | ----------------- |
| 1965年（昭和40年） | 66,815        | 18,136          | 48,679        | -                  | 65,501        | [ 13 ]            |
| -                  | -             | -               | -             | -                  | -             | -                 |
| 1990年（平成2年）  | 11,456        | 4,101           | 7,355         | -                  | 14,903        | [ 15 ]            |
| 1991年（平成3年）  | 13,187        | 4,680           | 8,507         | -                  | 13,831        | [ 16 ]            |
| 1992年（平成4年）  | 13,647        | 4,454           | 9,193         | -                  | 14,003        | [ 17 ]            |
| 1993年（平成5年）  | 13,070        | 4,437           | 8,633         | -                  | 13,119        | [ 18 ]            |
| 1994年（平成6年）  | 9,991         | 4,335           | 5,656         | -                  | 10,128        | [ 19 ]            |
| 1995年（平成7年）  | 13,069        | 4,096           | 8,973         | -                  | 13,280        | [ 20 ]            |
| 1996年（平成8年）  | 10,274        | 4,154           | 6,120         | -                  | 10,480        | [ 21 ]            |
| 1997年（平成9年）  | 9,269         | 4,188           | 5,081         | -                  | 9,161         | [ 22 ]            |
| 1998年（平成10年） | 11,413        | 3,749           | 7,664         | -                  | 11,680        | [ 23 ]            |
| 1999年（平成11年） | 7,605         | 872             | 6,733         | -                  | 11,025        | [ 24 ]            |
| 2000年（平成12年） | 11,021        | 3,872           | 7,149         | 30                 | 9,371         | [ 25 ]            |
| 2001年（平成13年） | 9,886         | 3,132           | 6,754         | 27                 | 10,439        | [ 26 ]            |
| 2002年（平成14年） | 10,199        | 3,418           | 6,781         | 28                 | 10,566        | [ 27 ]            |
| 2003年（平成15年） | 9,693         | 3,411           | 6,282         | 27                 | 6,607         | [ 28 ]            |
| 2004年（平成16年） | 8,603         | 2,822           | 5,781         | 24                 | 8,530         | [ 29 ]            |
| 2005年（平成17年） | 8,603         | 2,822           | 5,781         | 24                 | 8,530         | [ 30 ]            |
| 2006年（平成18年） | 10,366        | 2,705           | 7,661         | 28                 | 10,072        | [ 31 ]            |
| 2007年（平成19年） | 12,279        | 2,634           | 9,645         | 34                 | 12,370        | [ 32 ]            |
| 2008年（平成20年） | 9,710         | 2,797           | 6,913         | 27                 | 9,581         | [ 33 ]            |
| 2009年（平成21年） | 8,445         | 2,754           | 5,691         | 23                 | 8,257         | [ 34 ] [ 注釈 1 ] |
| 2010年（平成22年） | 7,193         | 2,534           | 4,659         | 20                 | 7,039         | [ 36 ] [ 注釈 1 ] |
| 2011年（平成23年） | 4,867         | 2,455           | 2,412         | 13                 | 4,650         | [ 37 ] [ 注釈 1 ] |
| 2012年（平成24年） | 3,480         | 2,447           | 1,033         | 10                 | 3,391         | [ 38 ] [ 注釈 1 ] |
| 2013年（平成25年） | 4,823         | 2,599           | 2,224         | 13                 | 4,376         | [ 14 ] [ 注釈 1 ] |

- * 一日平均乗車人員は年間乗車人員の値を各年度の日数で割った値。

## 駅周辺
周辺は小集落のみがある田園地帯。
- 国道211号
- 釘原バス停留所 - 日田市福祉バス大鶴線の停留所。BRT開業前の列車代行バスでは、当駅の代行発着停留所となっていた[39]。BRTでは、国道上の約20m下り方に釘原駅（バス停留所）が改めて設置された[11]。
- 光勝寺 - 日田彦山線BRTでの最寄り駅は小鶴駅となる。
- 大肥川

## 隣の駅
九州旅客鉄道（JR九州）
■日田彦山線（休止中）
大鶴駅 - 今山駅 - 夜明駅
JR九州バス・九州旅客鉄道（JR九州）
■日田彦山線BRT（BRTひこぼしライン）
伏尾駅 - 今山駅 - 釘原駅